# Нелло и Патраш
«Нелло и Патраш» («Фландрийский пес», англ. A Dog of Flanders) — роман о мальчике по имени Нелло и его собаке Патраш, написанный Марией Луизой де ла Раме под псевдонимом Уида в 1872 году. Книга получила широкое распространение в Японии и была адаптирована в нескольких фильмах и аниме.
Однако история мало известна в Бельгии, в большой степени о ней узнавали из-за приезжающих в Антверпен. В 2010 году, к 25-й годовщине перевода книги на голландский язык и с целью её популяризации, в Бельгии была эмитирована серебряная монета номиналом 20 евро, выпущенная тиражом в 40 тысяч экземпляров. Существуют небольшая статуя Нелло и Патраш на Капелльской улице в Хобокене — пригороде Антверпена — и скульптура напротив Антверпенского кафедрального собора. Роман был также очень популярен на Филиппинах и был выпущен издательством ABS-CBN большим тиражом.
На русском языке роман целиком никогда не издавался — существуют только многочисленные сокращённые пересказы, выпущенные малыми тиражами в эпоху СССР. 

## Сюжет
Действие романа происходит в XIX веке в бельгийской Фландрии. В два года мальчик по имени Нелло становится сиротой, когда его мать умирает в Арденнах. Его дед, Жан Даас, который живёт в маленькой деревушке недалеко от города Антверпен, становится его опекуном. Совсем недавно (не ранее 1980 года), эта деревня была постулирована Хобокеном без какого-либо официального подтверждения в документальных источниках. См. ниже: «Хобокенский миф».
Однажды Нелло находит почти до смерти избитого пса и называет его Патраш. Благодаря хорошему уходу Жана собака оправляется, и с тех пор Нелло и Патраш становятся верными друзьями. Поскольку они очень бедные, а дедушка Жан стар и болен, основным заработком является продажа молока. Нелло изо всех сил помогает дедушке, продавая молоко и работая по хозяйству. Патраш каждый день возит телегу с бидонами молока в город. В то же время управляющий постоянно требует арендную плату за дом, которую им еле-еле удается наскребать к сроку.
Единственным утешением в это время для Нелло остается дружба с девочкой Алоис, дочерью самого состоятельного человека в деревне. Однако отец Алоис не хочет, чтобы его дочь водилась с нищим и, как он считал, не имеющим будущего мальчиком. Хотя Нелло являлся неграмотным, он был очень талантлив в рисовании. Он мечтал стать художником, но, раз средств на учёбу не было, ему оставалось только молиться об удачном стечении обстоятельств. В художественной лавке, где он временами подрабатывает, привозя холсты, ему дают бумагу для рисования, но даже это малое удовольствие вызывает у отца Алоис недовольство, и он совсем запрещает ей видеться с мальчиком.
Расстроенный Нелло приходит к Антверпенскому кафедральному собору в надежде увидеть картину Рубенса «Воздвижение распятого Христа», которая ранее была ещё не закончена и потому скрыта занавесом, но не имеет денег, чтобы даже войти.
И тут героя настигает новый удар судьбы. Дедушка Жан умирает, и теперь Нелло несет полную ответственность за оплату жилья и содержание Патраша. И что ещё хуже, плата вырастает. Тетя Нолетт — соседка, которая часто присматривала за Нелло и Жаном, уезжает вместе с дочерью. Последним шансом для Нелло является участие в конкурсе детского рисунка в Антверпене. В надежде выиграть первый приз — стипендию 200 франков в год и шанс поступить в Академию художеств, он рисует картину, изображающую дедушку и Патраша. Тем не менее жюри выбирает кого-то другого. Затем бедного мальчика обвиняют в поджоге, которого он не совершал. После этого никто больше не покупает у него молоко, и совсем уже не остается средств на выживание.
Неожиданно в снегу Патраш находит мешок с золотыми монетами, принадлежащий отцу Алоис и потерянный им во время сильного бурана. Без колебаний Нелло относит его Алоис, а сам уходит без гроша в кармане, не получив никакого вознаграждения. Тем временем начинается пурга. Не имея места для проживания, без какой-либо еды в канун Рождества Нелло с Патрашем голодные и отчаявшиеся отправляются в путь по глубокому снегу в Антверпен. Наконец пурга стихает, и путь уже освещают звезды и луна. Наступает Рождественская ночь. Совсем ослабшие, они входят в Антверпенский собор, по случайности обнаружив дверь открытой. Наконец, Нелло находит долгожданную картину Рубенса, но, не имея уже никаких сил радоваться, ложится на каменный пол подле своего друга Патраша.
На следующее утро мальчика и его собаку находят замерзшими насмерть перед триптихом.

## История создания
Уида всегда была известна как любитель животных и, конечно, хотела, чтобы  история носила обвинительный характер в отношении чрезмерной жестокости к собакам. Персонажи книги живут во время пика классовых неравенств Европы начала XIX века. Главные герои романа, Нелло и Патраш, были близки друг другу по нраву и в то же время являли собой пример бескорыстной дружбы и поддержки; в то время счастливый пес, кажется, очень рад был выполнять возложенный на него труд, нежели за год до того, когда, будучи измученным своим хозяином, мог еле тащить тяжёлый воз.
Автор взяла за основу очерки о поездке, сделанные ей во время посещения молодого бельгийского государства в период полной разрухи в промышленном производстве и безработицы. Перед ней во всей красе предстают картины эксплуатации детского труда, зачастую в крайне тяжелых условиях. Её описание бельгийской деревни того времени было достаточно точным.
Уида получила совершенно противоречивые впечатления от визита в Бельгию. Об этом, в частности, можно судить по её описанию канала «Де Варт» между городами Мехелен и Лёвен, которое было явно включено в книгу. К примеру, Патраша нашли умирающим на лугу возле канала, который был недалеко от Лёвена. Это оставляет мало сомнений в том, что она посетила оба эти города. Нет сомнений также, что пребывание в живописных местах «Де Варта» оказало на неё сильное впечатление. Это и стало основополагающей причиной написания произведения, которое впоследствии получило массу позитивных откликов как от детской, так и от взрослой аудитории.

## «Хобокенский миф»
Хобокен был вовлечён в эту историю по версии Яна Кортеля, бывшего служащего Антверпенского туристического агентства. Он использовал реку Шельду как канал, а сам Хобокен — как деревню. Однако в оригинале самой истории упоминается канал (известный как «Де Варт») между городами Мехелен и Лёвен, и фестиваль Кермис (нидерл.  Kermesse (festival) или Kermis). Туристические маршруты, сформировавшиеся вследствие порождения «Хобокенского мифа», указывают неверное местоположение описанных в книге окрестностей. Сама история, как художественное произведение, даёт полную абстракцию в расстояниях. Например, Антверпен расположен в реальности много дальше описанного в книге расстояния.

## Экранизации
Роман был адаптирован для кино и телевидения, а также для театральных постановок на открытом воздухе и анимации:
- «A Dog of Flanders» 1914, режиссёр Хауэлл Хэнсел[2].
- «A Boy of Flanders» 1924 (х/фильм), режиссёр Виктор Шерцингер[3].
- «A Dog of Flanders» 1935, режиссёр Эдвард Сломан[4].
- «Фландрийский пёс (фильм, 1959)» (англ. A Dog of Flanders) (США, 1959), художественный фильм, режиссёр Джеймс Б. Кларк. Роль собаки исполнил Спайк (Пёс-актер).
- «Фландрийский пес» 1975 (Япония) (яп. フランダースの犬, Furandāsu no Inu), японский анимационный телесериал производства Nippon Animation.
- «Фламандский мальчик» 1980 (мультфильм), (СССР).
- «Фландрийский пес: Мой друг Патраш» 1992 (Япония) (яп. ぼくのパトラッシュ, Boku no Patrasche), японский анимационный телесериал производства Tokyo Movie Shinsha.
- «Фландрийский пёс» (англ. A Dog of Flanders) (США, Япония; 1997), (яп. フランダースの犬, Gekijôban Furandaasu no inu) режиссёр Ёсио Курода[5].
- «Фландрийский пёс (фильм, 1999)» (англ. A Dog of Flanders) (США, 1999), художественный фильм, режиссёр Кевин Броуди[6].
- «Снежный принц» (фильм, 2009) / Sunô purinsu: Kinjirareta koi no merodi / スノープリンス 禁じられた恋のメロディ (Япония, 2009), художественный фильм, режиссёр Дзёдзи Мацуока. Классический сюжет перенесен в Японию 1936 года.
- Boku no Patrasche

В качестве декораций для аниме-сериалов 1975 и 1992 годов, а также художественного фильма 1999 года использовались подлинные здания XIX века музея под открытым небом в Bokrijk (Фландрия).